# Lantillac
Lantillac (en bretó Landeliav) és un municipi francès, situat a la regió de Bretanya, al departament d'Ar Mor-Bihan. L'any 2011 tenia 301 habitants.

## Demografia
| 1962                                       | 1968 | 1975 | 1982 | 1990 | 1999 |
| ------------------------------------------ | ---- | ---- | ---- | ---- | ---- |
| 345                                        | 348  | 337  | 329  | 298  | 299  |
| Des de 1962: població sense dobles comptes |      |      |      |      |      |

## Administració
| Període   | Identitat         | Partit |
| --------- | ----------------- | ------ |
| 1977-1999 | Jean Claude Nizan | UDB    |
| 1999-     | René Quelleuc     |        |